# Dorfkirche Brüsenhagen

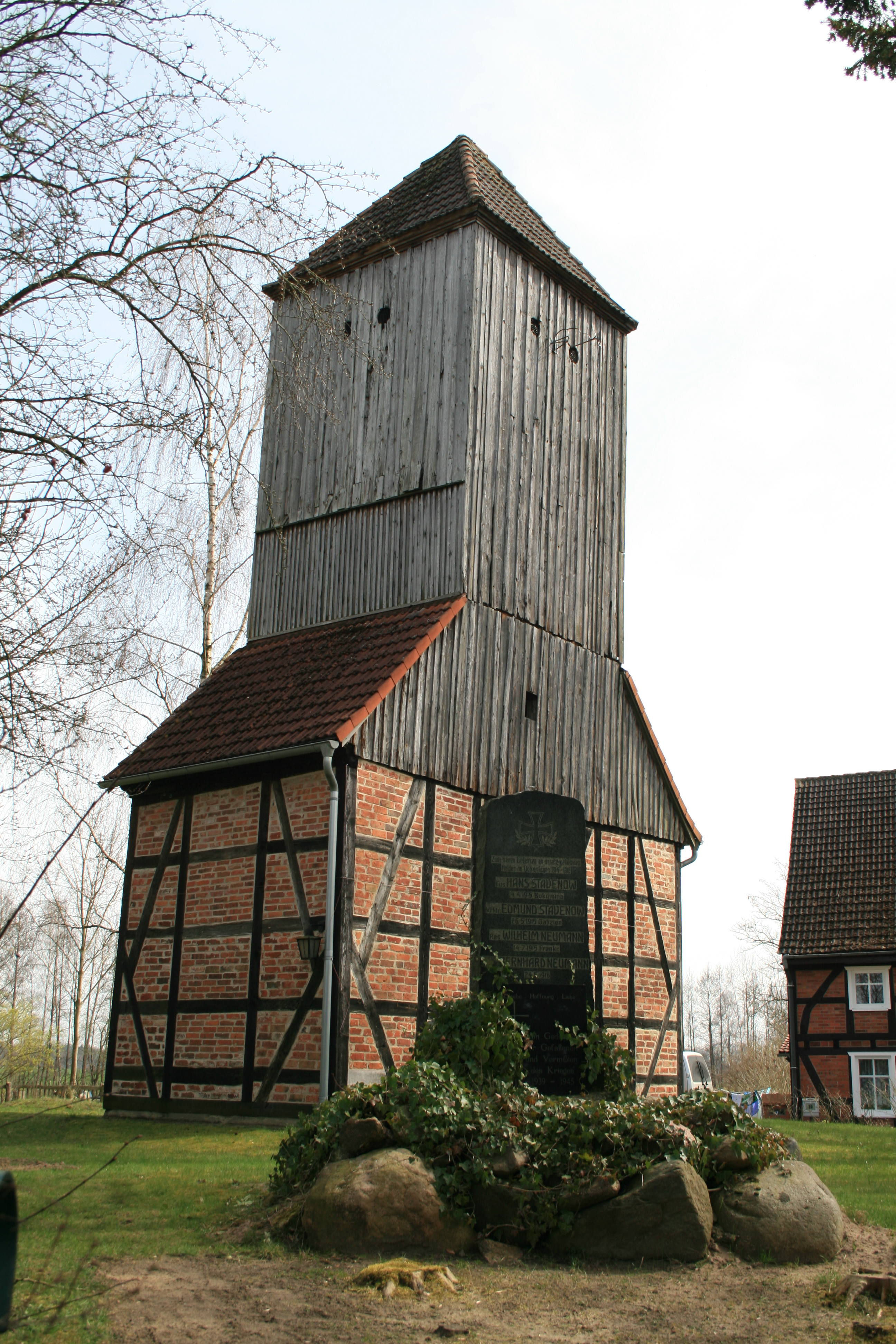
Dorfkirche Brüsenhagen

Die evangelische Dorfkirche Brüsenhagen (offizielle Bezeichnung in der Landesdenkmalliste Rest der Dorfkirche (Turm und Teil des Schiffs)) ist eine Fachwerkkirche in Brüsenhagen, einem bewohnten Gemeindeteil im Ortsteil Vehlow der Gemeinde Gumtow im Landkreis Prignitz in Brandenburg. Die Kirchengemeinde gehört zur Kirchengemeinde Luchleben im Kirchenkreis Prignitz der Evangelischen Kirche Berlin-Brandenburg-schlesische Oberlausitz. Das Bauwerk besteht nach einem Teilabriss im Jahr 1972 lediglich noch aus dem Kirchturm sowie einem schmalen Streifen des ehemaligen Kirchenschiffs.

## Lage
Die Dorfstraße führt von Südwesten kommend in nordöstlicher Richtung durch den Ort. Im historischen Dorfzentrum steht die Kirche südlich der Straße auf einem Grundstück, das mit einem Zaun eingefriedet ist.

## Geschichte

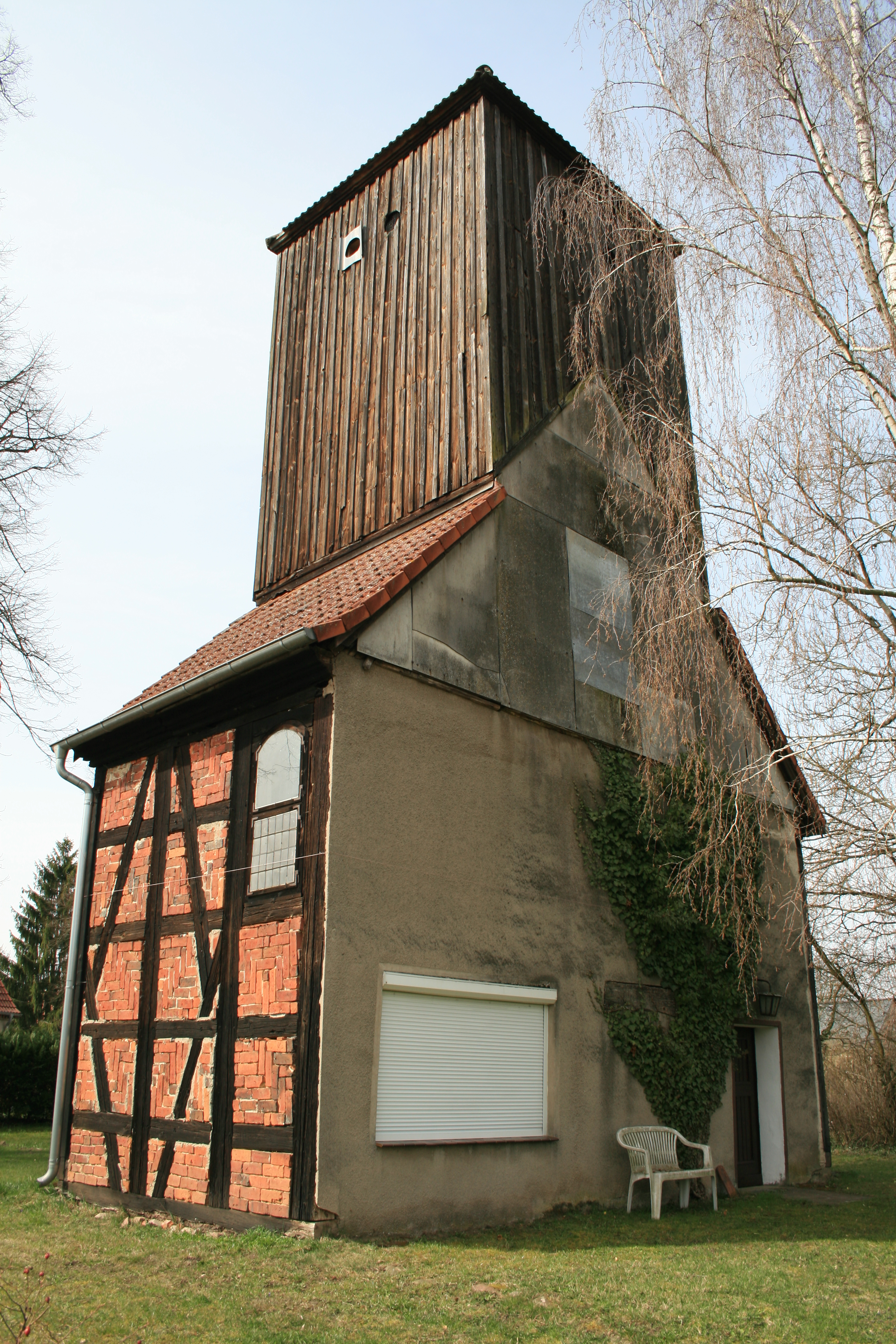
Ansicht von Südosten, 2016 vor der Sanierung der Ostwand

Brüsenhagen wurde erstmals 1343 mit einer Pfarrkirche erwähnt, als der Markgraf Ludwig IV. die Einkünfte aus dem Dorf an einen Gläubiger verpfändete. Der Ort hatte somit bereits zu dieser Zeit eine Dorfkirche, über dessen Aussehen jedoch bislang nichts bekannt ist. Nach der Reformation kam Brüsendorf als Tochterkirche zum Nachbardorf Vehlow. Im Laufe der Zeit wurde der Vorgängerbau baufällig und wurde zurückgebaut. Im Dreißigjährigen Krieg wurden Dorf und Kirche schwer beschädigt. Es überlebten lediglich sechs Hufner und zwei Kossäten. Im Jahr 1678 entstand unter dem Kirchenpatron Jacob von Blumenthal eine neue Fachwerkkirche. Bis in die 1970er Jahre war das Schiff baufällig geworden und die Kirche sollte abgerissen werden. Die Kirchengemeinde setzte sich jedoch dafür ein, dass der Kirchturm sowie ein schmaler Streifen des Langhauses erhalten blieben. Durch eine neu eingezogene Wand aus Hohlblocksteinen entstand ein kleiner Raum, der durch eine schlichte Tür von Osten her betreten werden konnte. In den Jahren 2005 und 2006 erfolgte eine Notsicherung, die vornehmlich von Brüsenhagener Bürgern in Eigenleistung vorgenommen wurde. Im Jahr 2009 gründete sich ein Förderverein, der sich seit dieser Zeit um den Erhalt des Bauwerks kümmert. Der Ostgiebel wurde mit drei Glastüren ausgestattet. Seit 2014 wird in der Kirche alljährlich der Literaturpreis NORDOST vergeben. Im Jahr 2019 erhielt der Förderverein anlässlich eines Baukulturwettbewerbs eine Anerkennung sowie ein Preisgeld. Für ihre weiteren Bemühungen erhielten am 10. September 2020 die Kirchengemeinde sowie der Förderverein im Kloster St. Pauli in Brandenburg an der Havel eine Anerkennung im Rahmen des Brandenburgischen Denkmalpflegepreises.

## Baubeschreibung

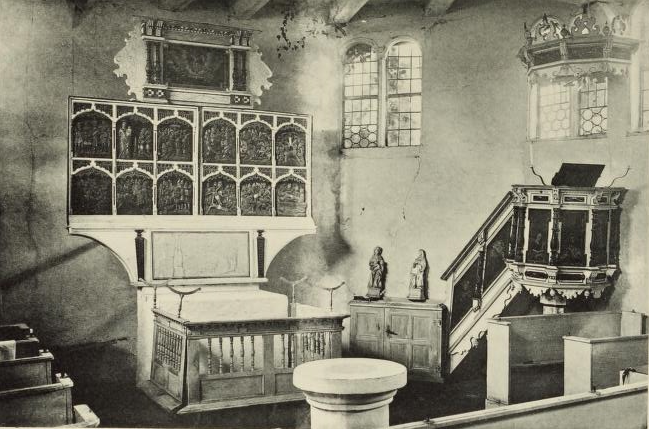
Inneres der Kirche (Bild um 1900)

Der ursprüngliche Bau entstand im Wesentlichen aus Fachwerk, dessen Gefach aus Mauersteinen errichtet wurde. Er besaß ursprünglich einen polygonalen Chor, der nicht eingezogen war. Das Kirchenschiff hatte einen rechteckigen Grundriss mit „barocken“ Fenstern am Langhaus. Von ihm ist nur noch ein schmaler Streifen mit einer Grundfläche von 24 Quadratmetern übriggeblieben, der mit einer Mauer nach Osten hin abschließt; südlich ist ein rundbogenförmiges Fenster. Nach Osten befinden sich drei moderne Türen sowie darüber drei kleine Fenster. Mit den großen Glastüren kann der Raum bedarfsweise nach außen hin erweitert werden kann. Außerdem sollte damit die Chance bestehen bleiben, das Kirchenschiff zu einem späteren Zeitpunkt wieder zu errichten. Der Giebel ist verbrettert und fensterlos. In einem Portalbalken ist das Jahr der Errichtung sowie die Dedikationsinschrift „HANS JACOB VON BLUMENTHAL / DEIN GÖTTLICHES WORT DEIN HELLES LICHT / HERR UNS ABER AUSLÖSCHE NICHT 1678“ erhalten geblieben.
Der Kirchturm besteht aus Fachwerk und ist fensterlos, sein Giebel ebenfalls verbrettert. Oberhalb erhebt sich ein verbretterter Turmhelm, der mit einem Pyramidendach abschließt.

## Ausstattung
Susanne Gloger beschreibt in einem Artikel in der Broschüre Offene Kirchen des Förderkreises Alte Kirchen Berlin-Brandenburg die ursprüngliche Ausstattung als „beeindruckend“. Dazu gehörte ein Achatius-Altar, den die Kirchengemeinde im Jahr 1978 als Dauerleihgabe an die St.-Marien-Kirche in Kyritz übergab, der seit dieser Zeit dort in der Brautkapelle steht. Dabei handelt es sich um ein eher unübliches Werk für diese Region, da dessen Verehrung vornehmlich in Süddeutschland verbreitet ist. Susanne Gloger überlegt daher, ob die Ausstattung auf das Kirchenpatronat zurückzuführen sei oder Brüsenhagen nicht vielmehr ein „Gnadenort“ zwischen der Wunderblutkirche in Bad Wilsnack und der Wallfahrtskirche Alt Krüssow gewesen sein könnte. Es gab weiterhin eine barocke Kanzel, die an der Südwand stand und deren Brüstungsfelder mit den Evangelisten sowie Mose verziert war. Dazu gehörte ein schlichter, gemauerter Taufstein. Erhalten blieben die 9 Tafeln mit Emporenmalerei zum Dekalog, sowie zwei hölzerne und ebenfalls mittelalterliche Schnitzfiguren der Anna Selbdritt vom Anfang des 16. Jahrhunderts. Die ursprüngliche Wirkung der barocken Ausstattung kann ein Besucher am ehesten in der benachbarten Dorfkirche Vehlow erleben: Sie wurde zur gleichen Zeit vom Kirchenpatron Jacob von Blumenhagen ausgestattet. Im Turm hängt eine Bronzeglocke aus dem Jahr 1850.